# Церахто, Дмитрий Валерьевич
Дми́трий Вале́рьевич Цера́хто (укр. Дмитро Валерійович Церахто, позывной — Грек; 22 июня 1997, Сартана — 16 января 2023, Бахмут) — украинский военнослужащий, младший сержант, участник российско-украинской войны. Герой Украины (5 декабря 2023, посмертно).

## Биография
Родился 22 июня 1997 года в селе Сартана Донецкой области. Жил в Харькове. Окончил Харьковский национальный университет строительства и архитектуры. Работал в одной из строительных фирм Харькова инженером-специалистом по металлобетонным конструкциям. Увлекался игрой на гитаре, силовыми видами спорта, интересовался историей.
С началом российского вторжения в Украину вступил в ряды терробороны Киева, затем был переведен в ССО «Азов», которая впоследствии была переформатирована в 3-ю отдельную штурмовую бригаду. Участвовал в освобождении Ирпеня и Гостомеля; Херсонщины, впоследствии выполнял боевые задания на запорожском направлении, а с января 2023 года был направлен в Бахмут. В 3-й ОШБр был главным сержантом, заместителем командира отделения 3-й роты; в его обязанности входила подготовка бойцов.
16 января 2023 года выполнял боевое задание вблизи Бахмута. По данным украинских СМИ, во время вражеского штурма соседних позиций Дмитрий Церахто вместе с двумя бойцами двинулись им на помощь, где Дмитрий помог не только удержать оборону, но и начать контрнаступление. Во время стрелкового боя одна из пуль нанесла Дмитрию смертельное ранение в шею, повредив артерию.
Похоронен в Киеве на Лесном кладбище.
Остались родители, сестра.

## Награды
- Звание «Герой Украины» с удостоением ордена «Золотая Звезда» (5 декабря 2023, посмертно) — за личное мужество и героизм, проявленные в защите государственного суверенитета и территориальной целостности Украины, верность военной присяге[5].